# Баетова, Асымкуль Адыбаевна
Асымку́ль Адыба́евна Бае́това (26 августа 1942, Фрунзе — 10 февраля 2019, Бишкек) — киргизская балерина, заслуженная артистка Киргизской ССР.

## Биография
Родилась 26 августа 1942 года в городе Фрунзе.
В числе одарённых детей по направлению поступила в Ленинградское государственное академическое хореографическое училище имени А. Я. Вагановой.
С 1959 года ведущая солистка Киргизского театра оперы и балета.
Исполняла ведущие партии в балетах классического репертуара: «Лебединое озеро», «Спящая красавица», «Жизель», «Корсар», «Ромео и Джульетта», «Лауренсия», «Франческа да Римини», «Бахчисарайский фонтан», «Шопениана», «Дон Кихот», «Спартак», «Баядерка» и др. Играла и в национальных спектаклях: «Анар», «Куйручук», «Асель» и многих других.
С 1982 г. на пенсии.
Умерла 10 февраля 2019 года, похоронена в с. Чон-Таш.

## Награды
- Заслуженная артистка Киргизской ССР[1].